# Nijelamer
Nijelamer (Stellingwerfs: Ni'jlaemer, Fries: Nijlemmer) is een dorp in de gemeente Weststellingwerf in de Nederlandse provincie Friesland. Het ligt ten noordwesten van Wolvega en ten westen van Nijeholtwolde bij de Schipsloot.
In 1320 wordt het dorp vermeld als Nienlameren, in 1408 als Nye Lemmer en in 1579 als Nielemmer.
Het dorp beschikt over een buurthuis/dorpshuis voor optredens, biljarten en sociale activiteiten. Op 1 februari 2012 had Nijelamer de primeur van de kortebaanwedstrijd op natuurijs. Op de begraafplaats staat ook een van de klokkenstoelen in Friesland.

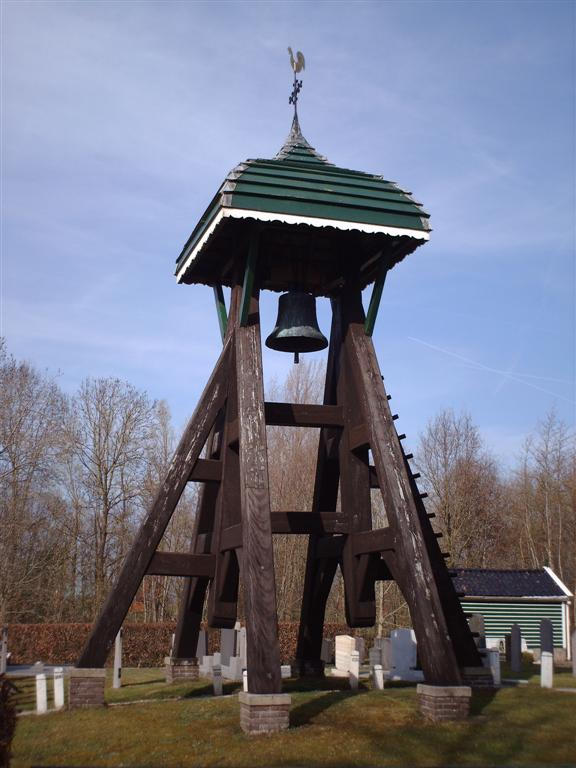
Klokkenstoel
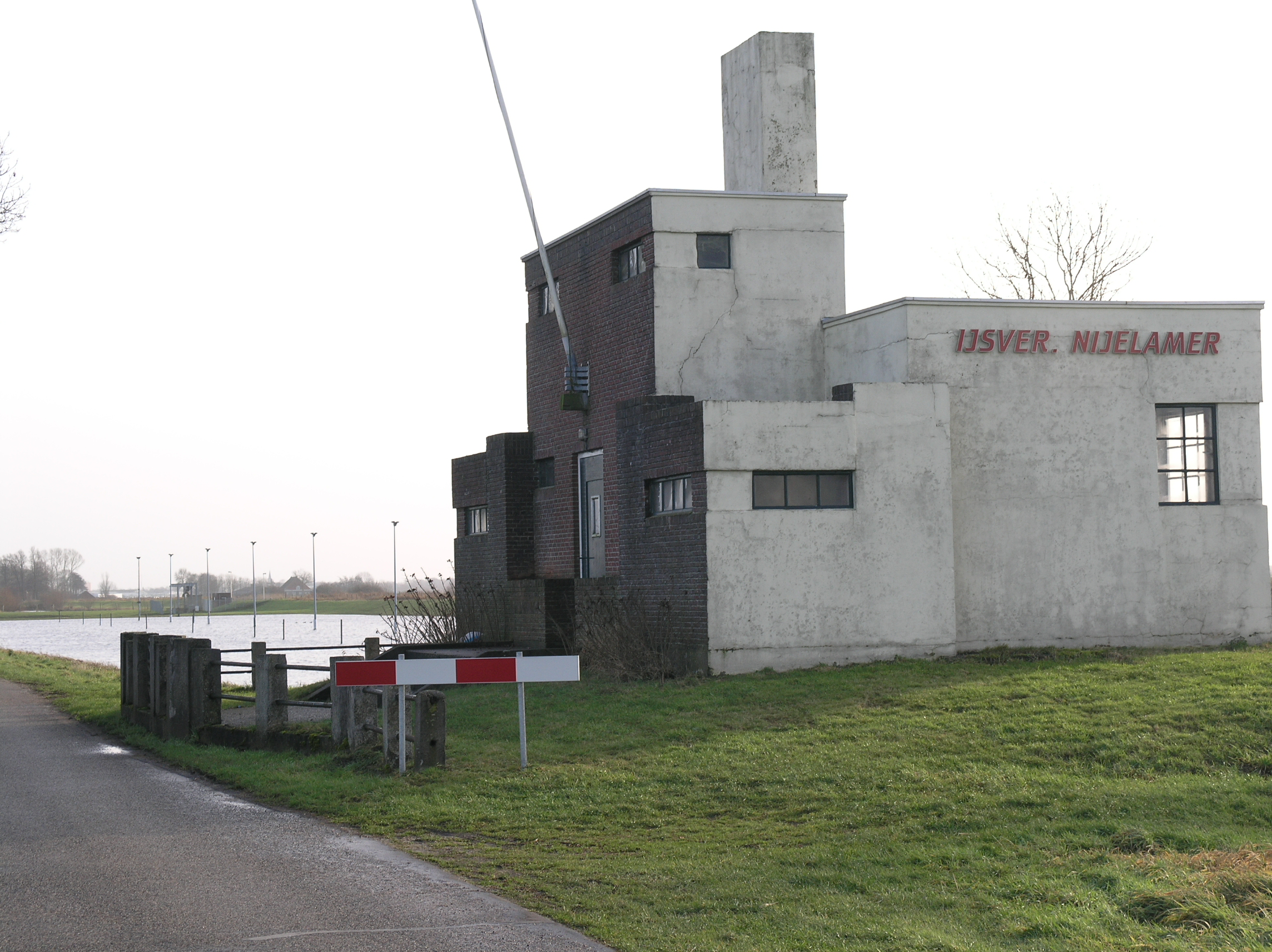
Voormalig gemaal Nijelamer bij de natuurijsbaan